# 施滕费尔德
施滕费尔德是德国石勒苏益格－荷尔斯泰因州的一个市镇。总面积11.48平方公里，总人口392人，其中男性211人，女性181人（2011年12月31日），人口密度34人/平方公里。